# Шефа
Шефа — провинция государства Вануату, занимающая территорию островов Эпи, Эфате и островов Шеперд. Название провинция получила по названиям Шеперд и Эфейт (Efate). Население 78 723 человек (2009), площадь 1 455 км². Административный центр провинции — город Порт-Вила, являющаяся одновременно столицей всей страны.